# Gryniówki
Gryniówki (711 m n.p.m.) – nieznaczne wzniesienie w długim grzbiecie Wzniesienia Szare, odbiegającym od Ochodzitej na wschód, potem zmieniającym kierunek na północno-wschodni. Kolejno znajdują się w nim: Koczy Zamek, wierzchołek 808 m, Cypel, Gryniówki, Ślebiodowa Grapa. Północno-zachodni stok Gryniówek opada do potoku Juraszówka, południowo-wschodni do potoku Szarzanka. Grzbietem tym biegnie granica między wsiami Kamesznica (po północnej stronie) oraz Laliki i Szare (po południowej stronie) w województwie śląskim, w powiecie żywieckim, w gminie Milówka.
W regionalizacji fizycznogeograficznej Polski według Jerzego Kondrackiego Gryniówki znajdują się w Beskidzie Śląskim, w nowej regionalizacji na Międzygórzu Jabłonkowsko-Koniakowskim.
Z Kamesznicy przez cały grzbiet od Ślebiodowej Grapy po Koczy Zamek biegnie nieznakowana ścieżka, z której w wielu miejscach rozciągają się szerokie widoki. Grzbiet i stoki Gryniówek częściowo są bezleśne. Dawniej były jeszcze bardziej bezleśne, zajęte przez pola orne, pastwiska i łąki, jednak z powodu nieopłacalności ekonomicznej na części z nich zaprzestano uprawy i wypasu.

## Przypisy

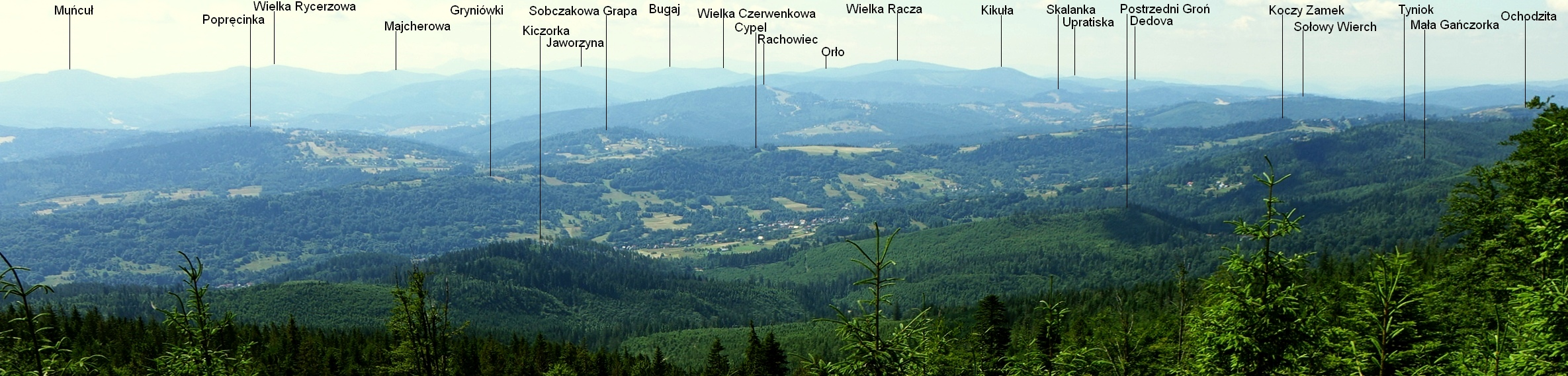
Widok z czarnego szlaku z Kamesznicy na Baranią Górę. Cypel na środku